# Afganistan na Letnich Igrzyskach Olimpijskich 1988
Afganistan na XXIV Letnich Igrzyskach Olimpijskich w Atenach reprezentowała ekipa licząca 5 mężczyzn.
Był to 8. start Afganistanu na letnich igrzyskach olimpijskich (poprzednie to 1936, 1948, 1956, 1960, 1964, 1968, 1972, 1980).

## Reprezentanci

### Zapasy
- waga piórkowa: Ali Dad – odpadł w eliminacjach
- waga pyłkowa: Nasir Ahmad – odpadł w eliminacjach
- waga lekka: Mohammad Shir – odpadł w eliminacjach
- waga lekka: Mohammad Razigul – odpadł w eliminacjach
- waga półciężka: Taj Mohammad – odpadł w eliminacjach